# Медведев, Владимир Александрович
Владимир Александрович Медведев (10 марта 1951) — советский и белорусский тренер по греко-римской борьбе, заслуженный тренер СССР и БССР.

## Биография
Родился в 1951 году. Мастер спорта СССР. Закончил Белорусский государственный институт физической культуры. Среди учеников чемпион мира, европы, призер олимпийских игр Сергей Демяшкевич. С 2001 года проживает в США.

## Награды и звания
- Заслуженный тренер БССР (1988)
- Заслуженный тренер СССР (1990)